# 淵上毛錢

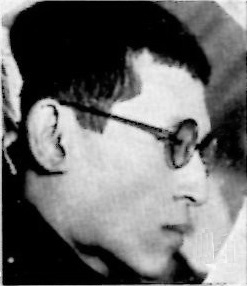
淵上毛錢

淵上 毛錢 （ふちがみ もうせん、1915年1月13日 - 1950年3月9日）は日本の詩人。

## 概要
熊本県葦北郡水俣町（現・水俣市）に生まれる。本名・喬（たかし）。東京の青山学院中学部へ進学する。東京では、詩人山之口貘の知遇を得、のちのちまで交流は続いた。脊椎カリエスを病んで青山学院を中退・帰郷。以後、寝たきりの生活を余儀なくされる。病床で詩作を始め、「九州文学」などに作品を発表。また戦後の1946年、水俣青年文化会議を組織するなど、郷里の文化活動の発展に貢献した。1950年、35歳で死去。
代表作に「柱時計」「寝姿」など。ユーモラス、また一面スケールの大きい詩風と評される。
水俣市わらび野に墓と詩碑があり、墓石には「生きた 臥た 書いた」と記されている。同市内にはもう一か所詩碑が存在する。1998年には市民により「淵上毛錢を顕彰する会」が組織された。
毛錢の詩には、幾人かの作曲家によって曲が付けられている。滝本泰三による男声合唱組曲『小さい町』（混声版もある）、清水脩による男声合唱組曲『毛錢三つの詩』、瑞慶覧尚子『淵上毛銭の詩による女声合唱組曲「約束」』などが代表的なものである。なお瑞慶覧尚子の作品は、2008年、熊本県立第一高等学校合唱団が全日本合唱コンクールで歌っている。
また、小説家火野葦平は淵上毛銭の人生をモデルとした小説「ある詩人の生涯」を書いている。

## 書籍
- 『淵上毛錢詩集』（前山光則編、石風社、1999年）
  - 他、『日本詩人全集』第9巻（創元社、1953年）など複数の全集に作品が収められている。

## 関連資料
- 日本談義社『熊本文学ノート』荒木精之、1957年、121-133頁
- 熊本日日新聞編纂『熊本県大百科事典』熊本日日新聞社、1982年、713-714頁